# Castelo de Azay-le-Rideau

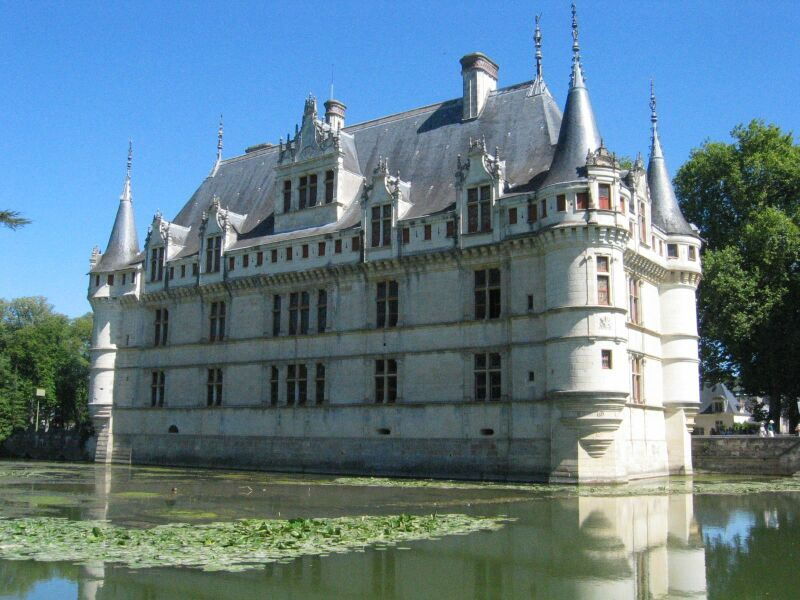
Fachada posterior do Château d'Azay-le-Rideau.

O Castelo de Azay-le-Rideau (Château d'Azay-le-Rideau em francês) é um palácio da França localizado na comuna de Azay-le-Rideau, no departamento de Indre-et-Loire. Foi construído entre 1518 e 1527, sendo um exemplo do Renascimento francês. Edificado sobre uma pequena ilha do rio Indre, a sua estrutura eleva-se directamente a partir do rio.

## História
Gilles Berthelot, o tesoureiro estatal de Francisco I e alcalde de Tours, começou a construir neste sítio já fortificado, que era parte da herança da sua esposa. No entanto, foi ela, Philippa Lesbahy, quem dirigiu o curso dos trabalhos, incluindo a ideia nova de uma escadaria central (escalier d'honneur), que é a maior inovação de Azay. Em 1528, quando Berthelot foi suspeito de conivência numa fraude, teve que fugir de Azay-le-Rideau, deixando-o incompleto; nunca voltaria a ver o palácio. Em troca, o Rei confiscou a propriedade e deu-a como recompensa a um dos seus soldados de alta patente.
No decorrer dos séculos, o palácio mudou várias vezes de mãos, até princípios do século XX, quando foi adquirido pelo governo francês e restaurado. O interior foi completamente restaurado, contando com uma colecção de várias peças do Renascimento. Actualmente, o palácio está aberto ao público.

## Estilo do edifício

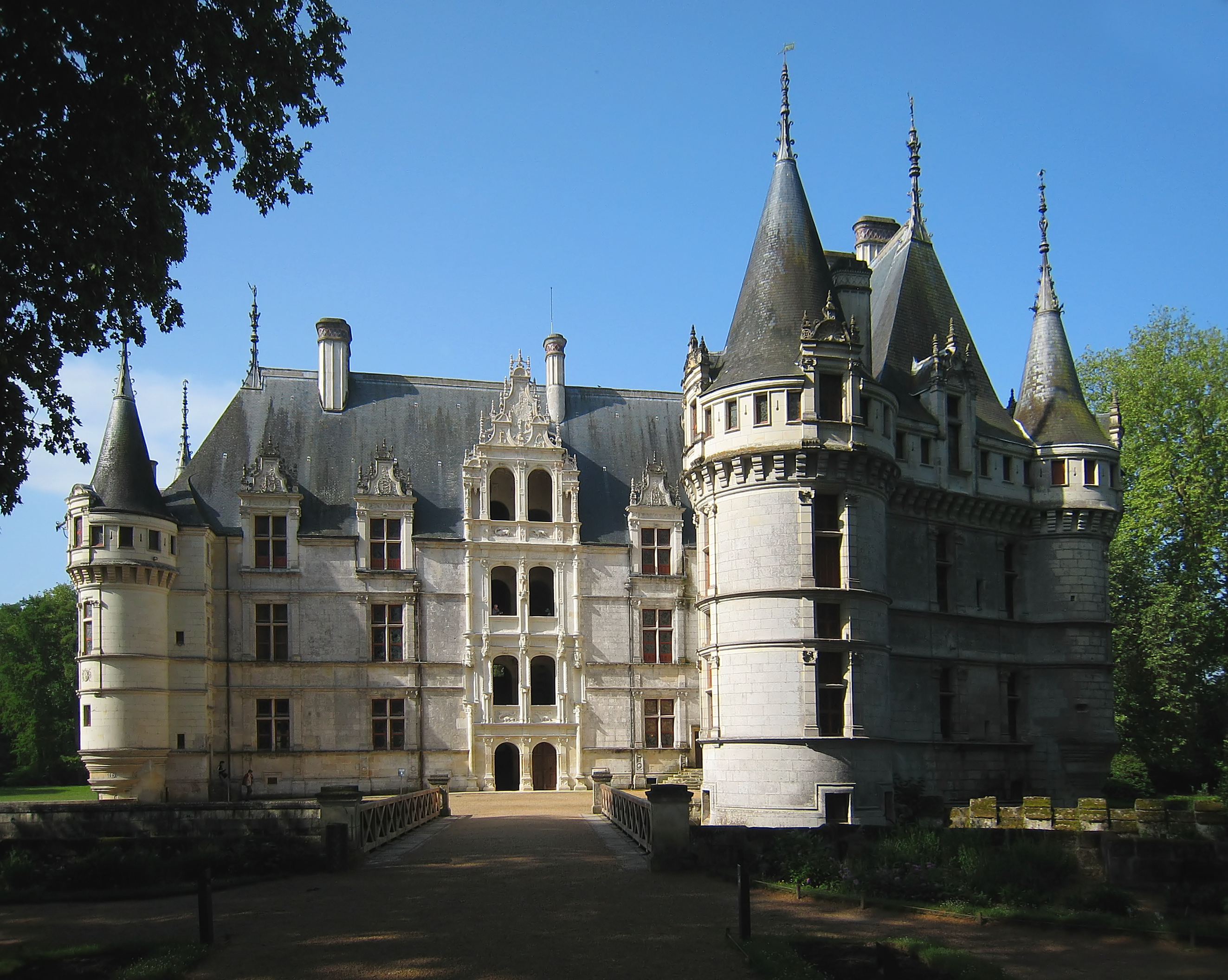
Entrada renascentista do Château d'Azay-le-Rideau.

As dimensões, longas e baixas, e as decorações escutóricas do Château d'Azay-le-Rideau são italianas, no novo gosto antigo, mas as esquinas do bastião cobertas por cones pontiagudos, o empilhamento vertical de grupos de janelas separadas por enfáricas linhas de cordas horizontais, e o alto tecto de lousa inclinado, são inequivocamente franceses. As fortificações fingidas e as torres de menagem medievais deram um ar de nobreza tradicional ao recém-enobrecido tesoureiro do Rei.

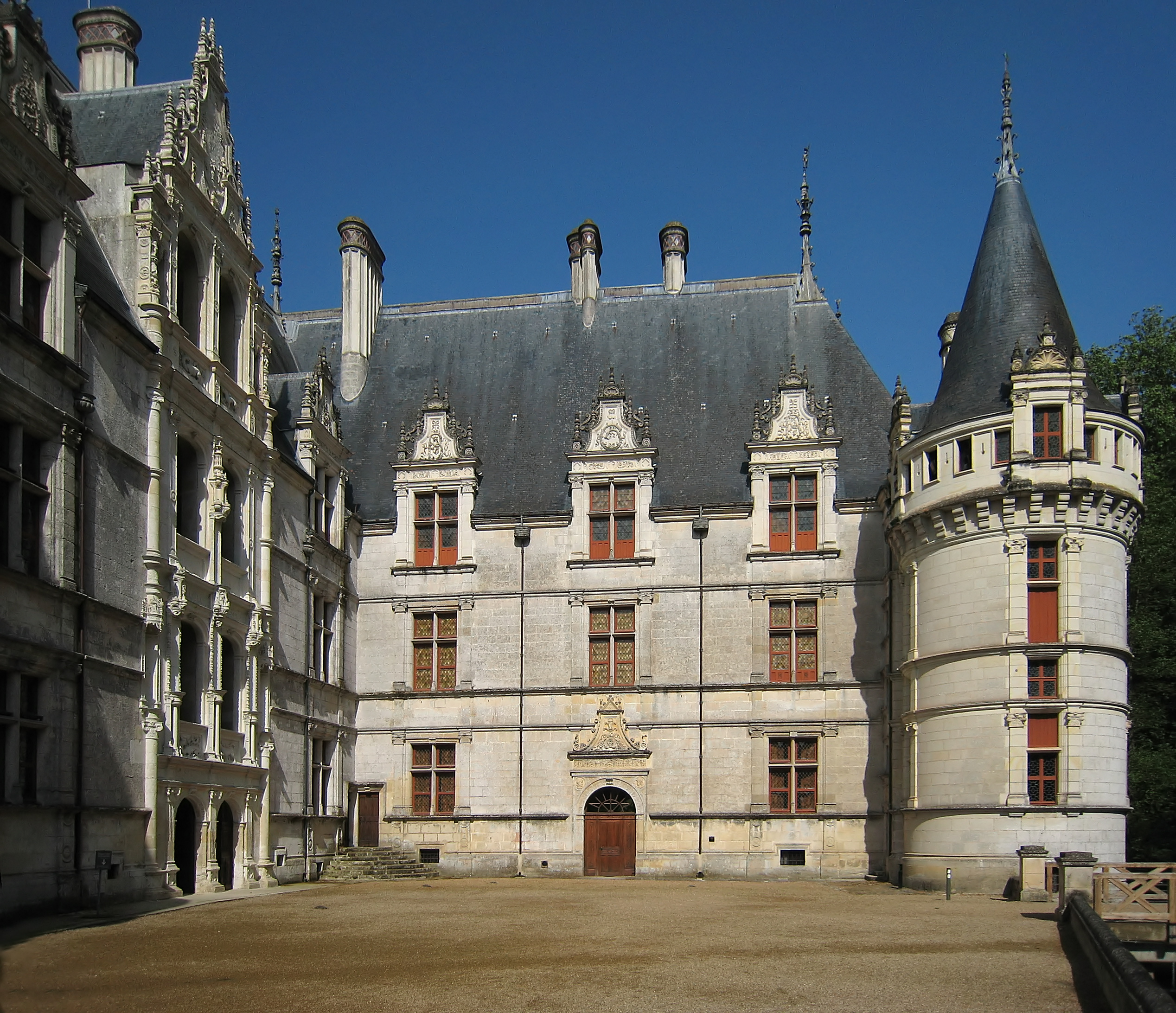
Pátio do Château d'Azay-le-Rideau.

A escadaria central é o principal elemento que os visitantes encontram depois de entrar. Esta está incorporada no interior do edifício, em vez de erguer-se helicoidalmente, parcialmente encravada na parede e visivel do exterior à maneira francesa, uma característica que é familiar no Château de Blois.
Os detalhes escultóricos em Azay são particularmente notáveis. No piso térreo, pilastras caneladas, em altas bases, suportam a salamandra e arminho, emblemas de Francisco I e de Cláudia de França.
A geração romântica redescobriu o encanto do Château de Azay-le-Rideau. Honoré de Balzac referiu-se a ele como "um diamante facetado colocado no Indre" ("Un diamant taillé à facettes, serti par l'Indre"). Actualmente o palácio está rodeado por um distinto parque oitocentista, arranjado como um jardim paisagístico à inglesa, com muitas espécies de árvores, especialmente coníferas exóticas: cedros-do-líbano, ciprestes dos pântanos e sequoias do Novo Mundo.

## Galeria fotográfica

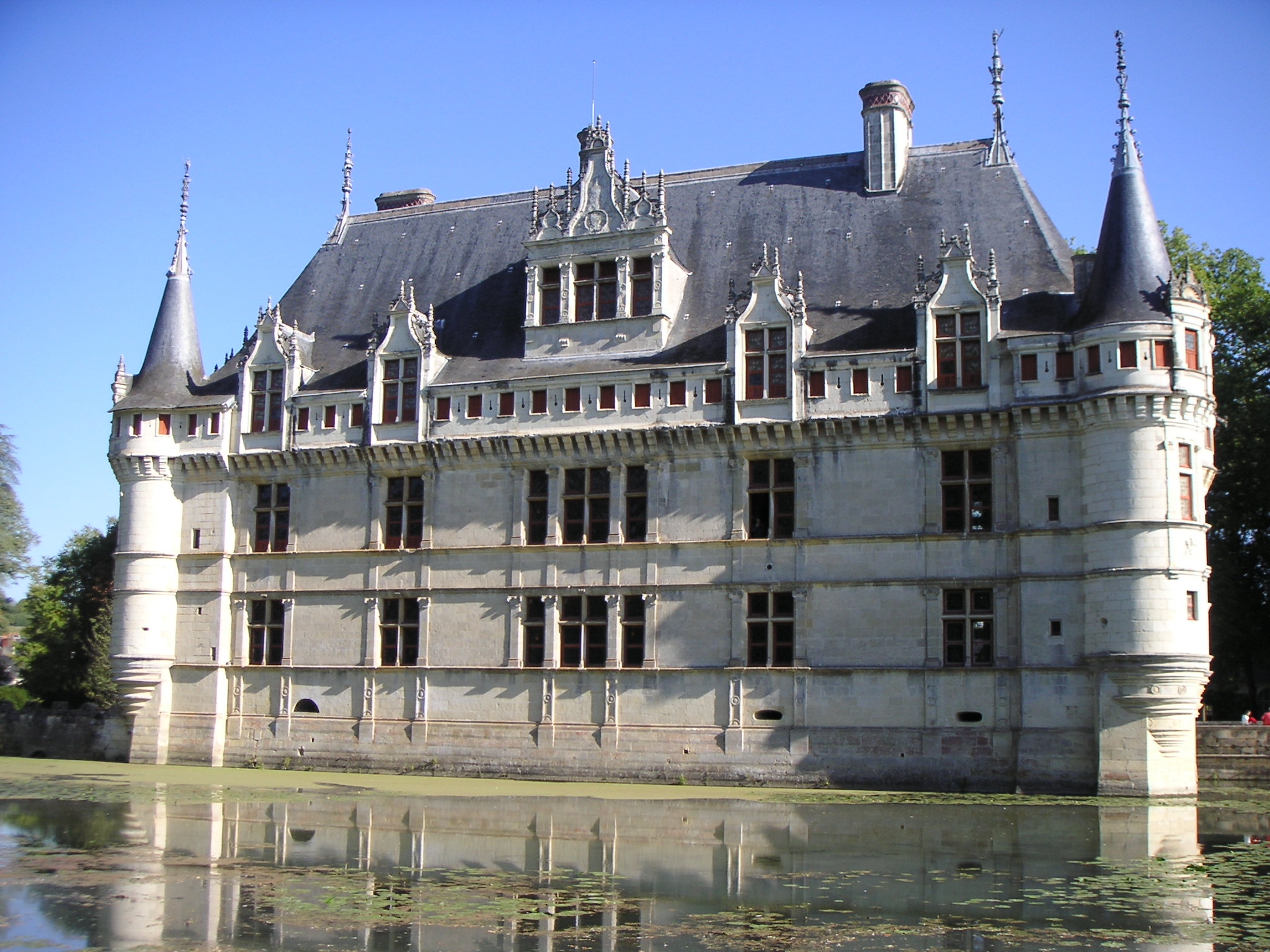
Vista do Château d'Azay-le-Rideau a partir do jardim
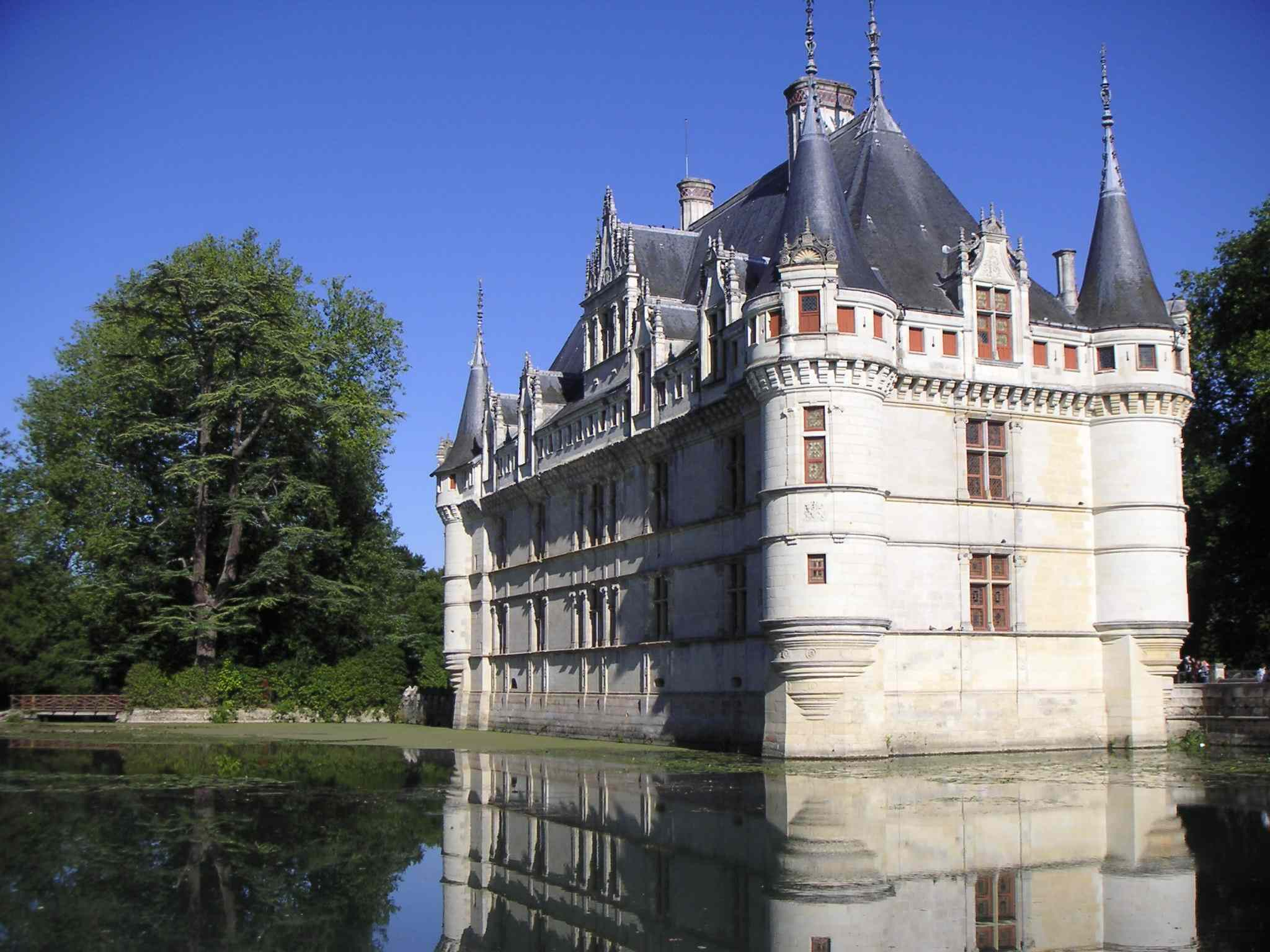
Vista do Château d'Azay-le-Rideau
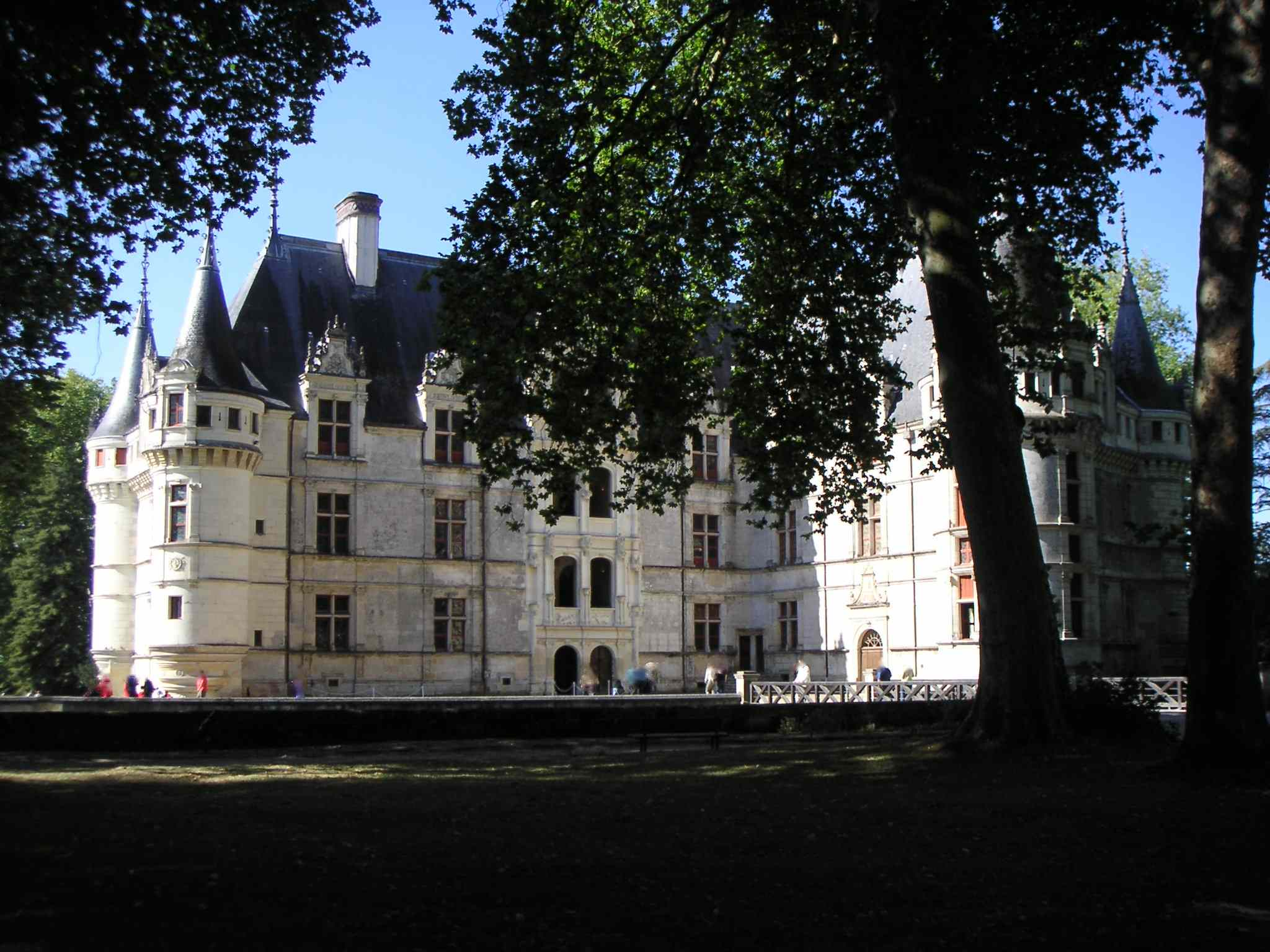
Pátio interno do Château d'Azay-le-Rideau
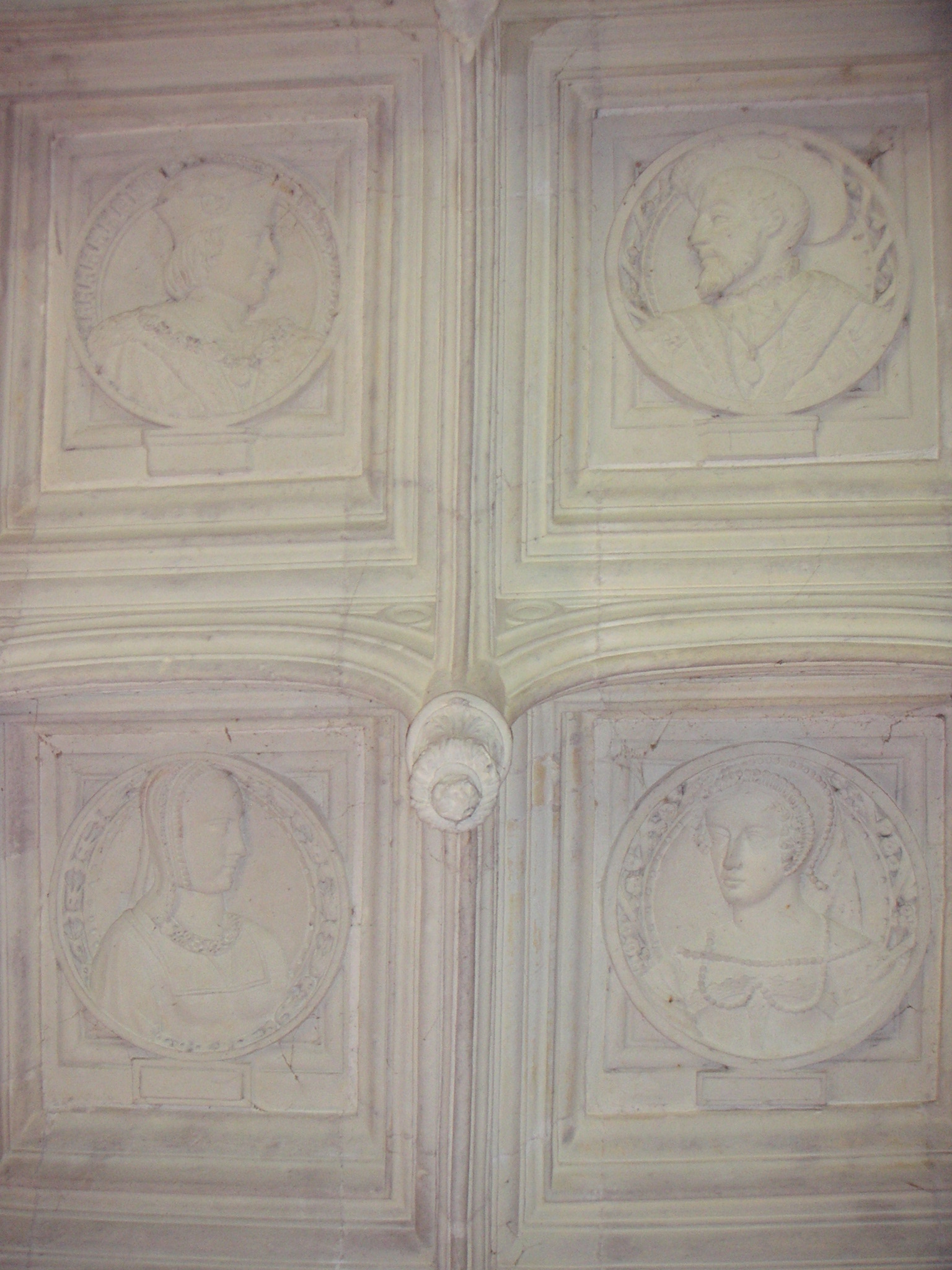
Detalhe do tecto da escadaria do Château d'Azay-le-Rideau
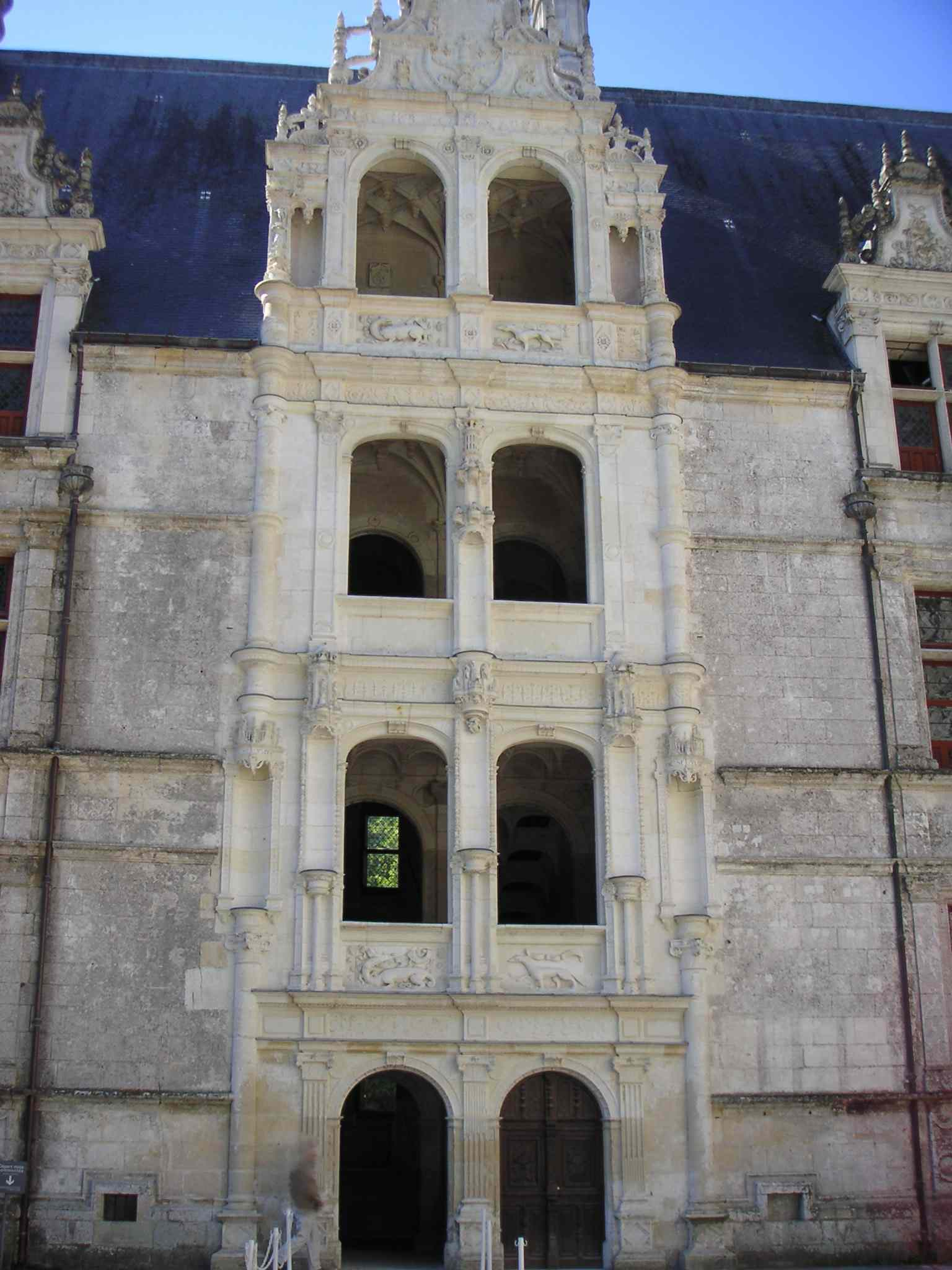
Escadaria do Château d'Azay-le-Rideau
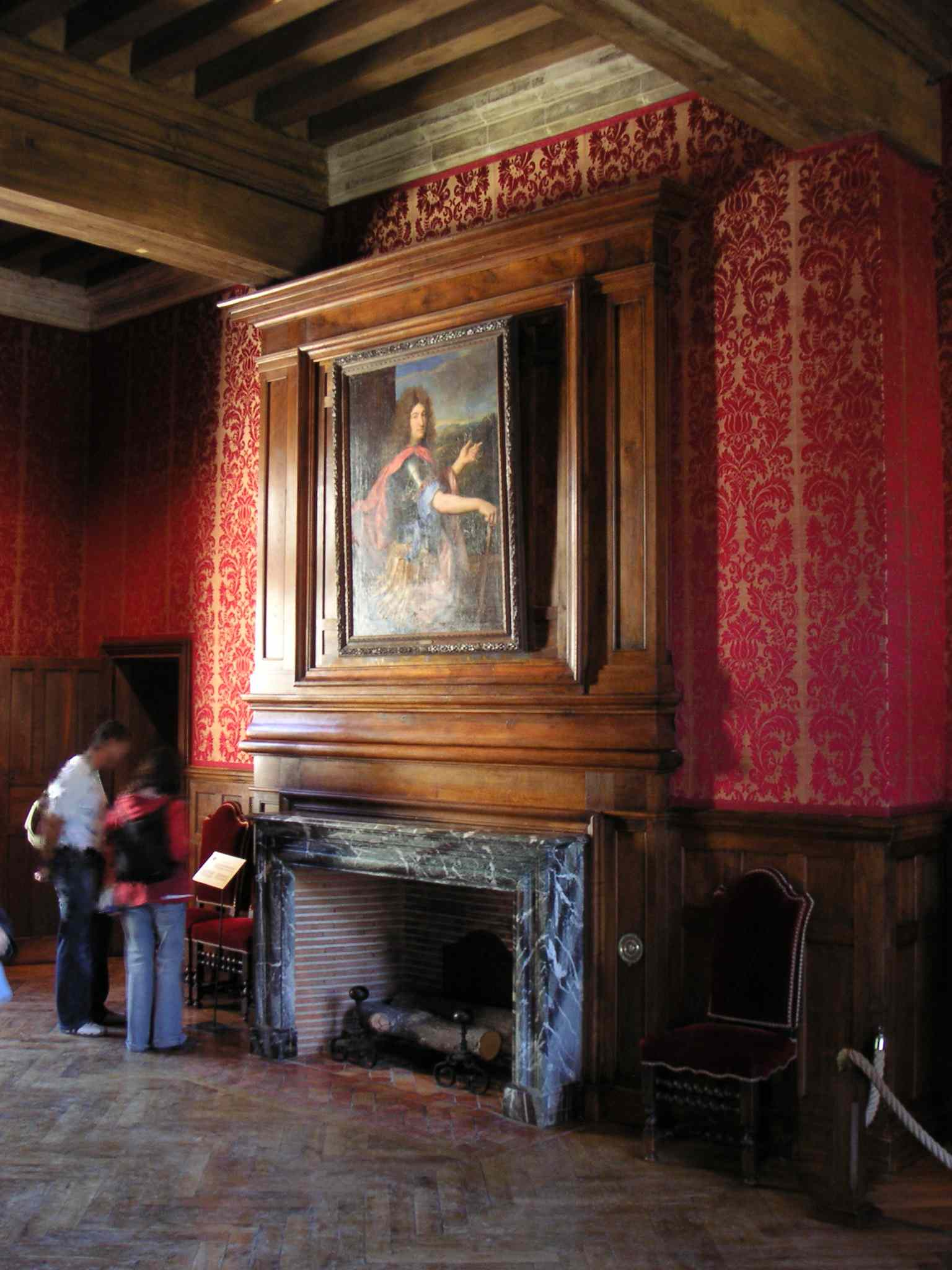
Sala do primeiro andar do Château d'Azay-le-Rideau
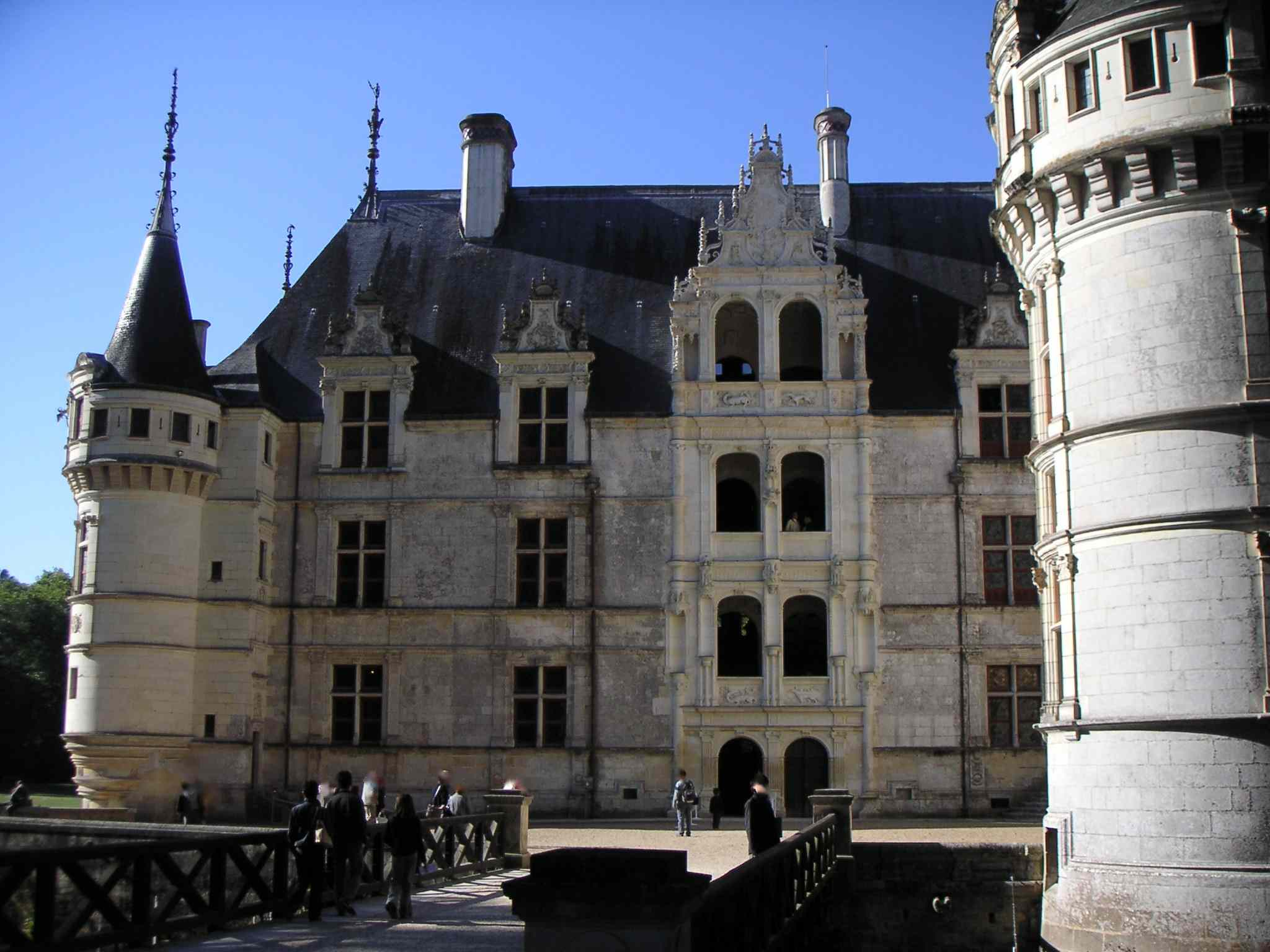
Vista do Château d'Azay-le-Rideau, parte do pátio interno